# Бисерка Рајчић
Бисерка Рајчић (Јелашница, Зајечар, 1940) српска је списатељица и преводилац.

## Биографија
Рођена је 1940. године у Јелашници код Зајечара, где је завршила основну и средњу школу. У Београду је дипломирала на студијама славистике (група за источне и западне словенске језике и књижевности) на Филолошком факултету београдског Универзитета.
Поред писања и превођења углавном се бавила библиотекарством, радећи у научним библиотекама (Народна библиотека Србије, Институт за историју САНУ и Институт за српски језик САНУ). За значајан допринос развоју библиотекарства је награђена Плакетом Народне библиотеке Србије, 1978. године. Писањем и превођењем бави се од последњих година студија славистике, од 1962. године до данас. Поред књижевности бави се позориштем, ликовном уметношћу, филмом, филозофијом, естетиком, политикологијом, историографијом, питањима вере и цркве словенских народа, највише Пољском.
Досад је објавила око сто књига превода (поезија, проза, драме, есејистика, театрологија, филозофија, естетика, теорија књижевности и уметности, историографија, политикологија и сл.), као и бројне текстове из поменутих области у књижевним, културним и друштвено-филозофским часописима Србије и бивше Југославије (око 1600 библиографских јединица) о ауторима (око 400), којима се бавила и које је преводила, као и о културном животу словенских земаља. Поезију око 160 пољских, руских, чешких и словачких песника (тридесетак појединачних збирки, антологије, већи блокови у књижевним часописима).
Захваљујући заинтересованости за ликовну уметност и авангарду од 2001. године интензивно се бави колажом. Досад их је излагала у оквиру својих књижевних вечери, у библиотекама и позориштима, на изложбама Галерије Историјског архива у Панчеву, а 2004. године имала је самосталну изложбу у Народном музеју у Зајечару. Користи их и за насловне стране књига својих преведених аутора, пре свега песника.
У Пољској је 2014. године објављена књига о њеном раду под називом Biserka/Lukasz Mańczyk.-Kraków, Universitas, 2014.
Бисерка Рајчић је члан Удружења књижевних преводилаца Србије, српског ПЕН клуба, Српског књижевног друштва и почасни члан Удружења пољских писаца.

### Књиге
- Писма из Прага (1999), Прометеј Нови Сад[3]

Садржај:
- Носталгија (У Прагу, 26. август 1992)
- Излет у Лане (У Београду, 30. септембар 1992)
- Јен – несташно председниково дете (Виктору Фишлу, У Београду, 5. октобар 1992)
- Браћа Чапек (Станислави Сикоровој, У Београду, 21. октобар 1992)
- Хашеков Праг (У Београду, 28. октобар 1992)
- Мој јеврејски Праг ( Ирени Вениговој, У Београду, 12. октобар 1992)
- Алхемичарски Праг (Ивани Миланковој, У Београду, 20-28. фебруар 1993)
- Надреалистички Праг (Владимиру Пишталу и Мирјани Живковић, У Београду, у децембру 1992)
- Иван Свитак – мој водич по дисидентском Прагу (У Београду, 10. децембар 1992)
- Лавиринт света и рај срца (Успомени на Јана Паточку, У Београду, 23. јануар 1994)
- Паточкин Праг ( У Београду, 1. октобар 1994)
- Миленин Праг ( У Београду, 27. децембар 1993)
- Маринин Праг (Милади Недвједовој и Галини Вањечковој, У Београду, 12. октобар 1994)
- Клементинум (У Београду, 13. март 1994)
- Кубистички Праг (Драшку Ређепу, У Београду, март-април 1996)
- Неколико напомена о Писмима из Прага ( У Београду, 19. јануар 1997)
- Праг, у множини / Драшко Ређеп (Нови Сад, март 1997)

- Пољска цивилизација (2003), Геопоетика Београд.  978-86-7666-000-1  106048780
- Шопен, Жорж Санд и њена деца, радиодрама, (2005), штампано издање Матица српска Нови Сад
- Мој Краков (2006), АМБ графика Нови Сад.  978-86-7473-233-5  210596615

Садржај:
- Златна краковска јесен,
- То је, заправо, Пољска,
- Вавел,
- Бона Сфорца,
- Дама с хермелином,
- Матејков Краков,
- Краков Виспјањског,
- "Свадба" после сто година,
- Хелена Моџејевска,
- Младопољска кафана,
- Олга Бознањска,
- Галиција,
- Марија и Корнел,
- Тајна звана Кантор,
- Полудели Краков,
- Крупњича 22,
- Вислава Шимборска – тако мало стихова, а тако много поезије,
- "Пивница под баранами" или о грађанској непослушности,
- Прослава Мрожековог 70. рођендана,
- Збигњев Прајснер – маг или шарлатан,
- Кратак поговор за "Мој Краков".

- Imago Poloniae, Београд, Трећи трг, 2014.[4] 978-86-6407-001-0.

### Радио драме
- Шопен, Жорж Санд и њена деца (2005), премијера 21. мај 1984, Драмски програм радио Београда
- Карол Шимановски или горка слава (2011) у радиодрамском програму Радио Београда

## Преводилачки рад
- Најлонски месец Јарослав Блашков, превод са словачког–Сарајево Свјетлост, 1966.  81548807
- О торби која није хтела у школу Јанчова Марија, превод са словачког–Београд Младо поколење, 1966.  36183052
- Земља људи, Јан Марија Гисгес, превод с пољског– Крушевац Багдала, 1967.
- САВРЕМЕНА СЛОВАЧКА ПОЕЗИЈА/избор и превод са словачког–Крушевац Багдала, 1967.
- Љубав на последњи поглед, Владимир Рајсел, превод са словачког– Крушевац Багдала, 1970.
- У ритму корења, Уршула Козјол, превод с пољског–Крушевац Багдала, 1972.
- Аматерско школовање паса, Антоњи Бжезиха, превод с пољског–Београд Нолит, 1979.  23208460
- РЕЛИГИОЗНИ ОБРЕДИ, ОБИЧАЈИ И СИМБОЛИ, (зборник)/превод с пољског–Београд Радничка Штампа, 1980.  71262732
- Сновиђења над заливом Сан Франциско Чеслав Милош, превод с пољског–Горњи Милановац Дечје новине, 1982.  46072583
- Рапорт о ратном стању, Марек Новаковски, превод с пољског–Београд Књижевна фабрика "МЈВ и деца", 1984.
- Грађа и стил у Толстојевом роману "Рат и мир", Виктор Шкловски, превод с руског, редактор и писац поговора Новица Петковић, Београд Нолит, 1984.
- ПОЉСКО ПИТАЊЕ : чланци, есеји, полемике, избор и превод с пољског–Београд Радионица СИЦ, 1985.  94408972
- Позориште есенције и други есеји, Јан Кот, избор и превод с пољског–Београд Просвета, 1986.  41791500
- Кнез тмине и дванаест прича, Марек Новаковски, превод с пољског–Београд Филип Вишњић, 1986.
- Гомбрович. Фердидурке. Фердидуркизам, превод с пољског–Београд Видици, 1987.
- Мала апокалипса, Тадеуш Конвицки, превод с пољског– Београд Филип Вишњић. 1987.  978-86-7363-034-2.  43149319
- ПУТ КА СОЛИДАРНОСТИ, превод с пољског– Harrow (Енглеска) Наша реч, 1988.
- Цинкарења и друга потказивања, Славомир Мрожек, превод с пољског–Београд, издавачи Милан Душков, Бисерка Рајчић, 1989
- Ђаво у историји, Лешек Колаковски, превели с пољског Ристо Тубић, Бисерка Рајчић, Фрањо Рехлицкy. – Бања Лука Глас, 1989.
- ЧЕШКО ПИТАЊЕ, приредила и превод с чешког– прво издање – Београд Библиотека Пана Душицког. 1990.  978-86-81439-08-1.  58978311
- Камени поток, Јан Кот, есеји, превод с пољског–Београд Књижевне новине. 1990.  978-86-391-0021-6.  430860
- Сумрак естетике, Стефан Моравски, приредила и превела с пољског–Бања Лука Нови глас, 1990.  4274439
- Мислити савремену демократију: есеји, писма, интервјуи, Адам Михњик, превод с пољског–Београд Радио Б92. 1995.  978-86-7963-020-9.  39884300
- Европа и постевропско доба, Јан Паточка, превод с чешког–Београд Центар за геопоетику. 1995.  978-86-82347-28-6.  41355788
- Транс-Атлантик, Витолд Гомбрович, превод с пољског–Београд Радио Б92. 1996.  978-86-7963-034-6.  47788044
- Кућа, сан и дечје игре, Јулијан Корнхаузер, превод с пољског–Љубљана Водникова домачија: културни викенд дјеце из БиХ. 1996.  978-961-6208-25-3.  62274572
- Религија Словена, Хенрик Ловмјањски, превод с пољског–Београд Библиотека XX век: Словограф. 1996.  978-86-81493-16-8.  28227340
- Крај и почетак, песме, Вислава Шимборска превод с пољског–Вршац Књижевна општина Вршац, 1996.  48591884
- Империја, Ришард Капушћињски, превод с пољског–Београд Радио Б92. 1997.  978-86-7963-055-1.  55731724
- , песме, песме за гитару, поеме, Едвард Стахура, превод с пољског–Београд Књижевна омладина Србије, 1997.  51207692
- Изабране песме, Вислава Шимборска, приредила и превела с пољског Бисерка Рајчић, превео с пољског Петар Вујичић–Београд Радио Б92. 1997.  978-86-7963-050-6.  50572044
- Карактери и списи, Казимјеж Брандис, превод с пољског–Београд Паидеиа. 1998.  978-86-82499-63-3.  64932876
- Епилог олује, Збигњев Херберт, превод с пољског–Београд Радио Б92, 1998. Рођење и смрт господина Когита (поговор).  978-86-7963-095-7  69008140
- Мртва природа с ђемом, есеји, Збигњев Херберт, превод с пољског–Панчево Књижара Прота Васа, 1998. Хербертови холандски апокрифи (успомени Петра Вујичића, у Београду 5. марта 1995)  69653260
- Сигнализам српска неоавангарда, Јулијан Корнхаузер ; превод с пољског–Ниш Просвета. 1998.  978-86-7455-403-6.  69490188
- Прилог биографији, Јан Кот, превод с пољског–Нови Сад Прометеј. 1998.  978-86-7639-158-5.  77502220
- Стипендисти времена/Песме, Друга збирка песама, Трећа збирка песама, Четврта збирка песама, Пета збирка песама, Подручје ограниченог задржавања, Стипендисти времена, Људи за почетнике, Ева Липска, избор и превод с пољског–Вршац КОВ, 1998. Ева Липска/Бисерка Рајчић  59372044
- Јесен с мртвим јастребом, Колико прилика има ружа, Шта је остало од анђела, Час између пса и вука, Туга, Прутићи, Давно просо, Нада с буковим крилима, Одливци у изгубљеном воску, Ко у тмини вино пије, Јан Скацел, избор и превод с чешког–Вршац КОВ, 1998.  176620551
- Увек фрагмент, Тадеуш Ружевич, превод с пољског–Вршац КОВ, 2000. Случај Тадеуш Ружевич / Бисерка Рајчић  86504716
- Наркотици, Станислав Игнаци Виткјевич, превод с пољског–Чачак Градац, 2000. О писцу / Бисерка Рајчић  96090380
- Мали Ларус, Адам Загајевски, избор и превод с пољског– Београд Стубови културе, 2000.  78206988
- Лапидаријум Ришард Капушћињски, превод с пољског– Београд Б 92, 2001. Лапидарија Капушћињског или фрагмент као књижевна форма/Бисерка Рајчић.  978-86-7464-024-1  90308620
- Мини предавања о макси стварима, Лешек Колаковски, превод с пољског– 2. проширено издање – Београд Плато, 2001. Мини предавања Колаковског / Бисерка Рајчић.  978-86-447-0038-8  94329100
- Онострано(ст), приче, Ана Поточек, превод с пољског–Вршац КОВ. 2002.  978-86-7497-037-9.  98476556
- Пијаниста: сећања на Варшаву 1939 -1945, Владислав Шпилман, превод с пољског–Београд Народна књига–Алфа, 2002.[5].  978-86-331-0613-9  100413452
- Испод вулкана, Марћин Швјетлицки, избор и превод с пољског–Београд Књижевна омладина Србије, 2002. Марћин Швјетлицки/Бисерка Рајчић.  978-86-7343-042-3  97559820
- Тренутак, Вислава Шимборска, превод с пољског–Вршац КОВ. 2002.  978-86-7497-043-0.  101812236
- Ноћ Хелвера, Ингмар Вилквист, превод с пољског– Београд Лир БГ: Форум писаца, 2002. Ноћ Хелвера-из преводилачког угла/Бисерка Рајчић.  978-86-83463-08-4  102852364
- Платно, изабране песме Огњена земља, Жеђ, Адам Загајевски, избор и превод с пољског-Београд Стубови културе, 2003.  978-86-7979-051-4  103638540
- Лавиринт над морем, Херрберт Збигњев, превод с пољског-Београд: Б. Кукић, Чачак Уметничко друштво Градац, 2005.
- Бела ноћ љубави, Густав Херлинг-Груђињски, избор и превод с пољског-Београд Б. Кукић, Чачак Уметничко друштво Градац. 2003.  978-86-83507-18-4.  108434444
- Ја, збирке 1999, Зоолошке продавнице. Ја. Ева Липска; превод с пољског-Београд Чигоја штампа. 2004. ISBN 978-86-7558-220-5.  112492556
- Статични пејзаж, изабране приче, Корнел Филипович; избор и превод с пољског-Нови Сад Stylos. 2006.  978-86-7473-227-4.  213138183
- Негде Другде, збирке. Ивер. Ева Липска, избор и превод с пољског-Београд Просвета. 2006. ISBN 978-86-07-01686-0.  133827596
- Аffirmative, Лукаш Мањчик; избор и превод с пољског-Београд Трећи трг. 2006.  978-86-86337-03-0.  132831756
- Дар, Ерик Островски, избор и превод с пољског-Београд Трећи трг, 2006.
- Сива зона, збирке, Мајка одлази, Професоров ножић, Сива зона, Излазак, Тадеуш Ружевич, избор и превод с пољског-Вршац КОВ.  978-86-7497-109-3  134095884
- Јосје Телац, Израел Јошуа Сингер, превод с пољског-Зрењанин Агора. 2006.  978-86-84599-37-9.  212719367
- Две тачке, Вислава Шимборска, превод с пољског-Вршац КОВ. 2006.  978-86-7497-100-0.  128725004
- Необавезна лектира, Вислава Шимборска, избор и превод с пољског-Београд Просвета. 2006.  978-86-07-01703-4.  134827532
- Зимски разговор(и)-збирке, Обележја језика, 98 песама, Згушњавајућа светлост. Зимски разговор. Томас Венцлова, избор и превод с пољског-Вршац КОВ. 2006. ISBN 978-86-7497-102-4.  128725516
- Империја сузе, Ева Зоненберг, избор и превод с пољског-Београд Трећи трг. 2006.  978-86-86337-01-6.  130259980
- Теорија луткарства: Огледи из историје, теорије и естетике луткарског театра, Хенрик Јурковски, превод с пољског-Суботица, Међународни фестивал позоришта за децу. 2007.  978-86-82147-92-3.  140363788
- Путовања с Херодотом, Ришард Капушћињски, превод с пољског-Београд Службени гласник, 2007. Путовања с Херодотом и Капушћињским/Бисерка Рајчић.  978-86-7549-589-5  138185228
- Невоље с ђаволом, Лешек Колаковски, избор и превод с пољског-Београд Логистика, 2007.-Напомена преводиоца/Бисерка Рајчић.  978-86-87091-00-9  143727372
- Антене, Адам Загајевски, превод с пољског-Београд Архипелаг. 2007.  978-86-86933-08-9.  143663884
- АНТОЛОГИЈА ПОЉСКОГ ЕСЕЈА, приредила и превод с пољског-Београд Службени гласник, 2008.
- Господин Когито-збирке, Изабране песме, 18 стихова, Рапорт из опседнутог града, Елегија о одласку, Ровиго, Епилог олује, Збигњев Херберт, превели с пољског Бисерка Рајчић и Петар Вујичић-Београд Архипелаг, 2008.  978-86-86933-37-9  151148812
- Свет Едварда Гордона Крега, Прилог историји идеје, Хенрик Јурковски, превод с пољског-Суботица, Међународни фестивал позоришта за децу, 2008.
- Њутнова поморанџа, Ева Липска, превод с пољског-Вршац КОВ, 2008.  185294348
- Неувршћено, Ленка Дањхелова, избор и превод с чешког-Београд Трећи Трг. 2009.  978-86-86337-24-5.  167242252
- Виђеноуге песме, збирке Опроштаји, Слободне руке, Двојство, Бдење, Тренутно задржавање, Општење, Нежност, Пре него што озелени;  . Виђено. Јулија Хартвиг, избор и превод с пољског-Вршац, КОВ. 2009. ISBN 978-86-7497-161-1.  169452556
- Занимљива времена. Немирна времена. Књ. 1-с Лешеком Колаковским разговарао Збигњев Менцел; превод с пољског-Београд, Службени гласник. 2009.  978-86-519-0025-2.  155723276
- Занимљива времена. Немирна времена. Књ. 2/ с Лешеком Колаковским разговарао Збигњев Менцел, превод с пољског.
- Пажња: степеникUwaga: stopień, Зоолошке продавнице, Ја, Негде другде, Цепка, Њутнова поморанџа, Ева Липска, избор и превод с пољског-Смедерево Међународни фестивал поезије Смедеревска песничка јесен. 2009.  978-86-84201-69-2.  170307340
- Теоријска поетика, Марија Рената Мајенова, превод с пољског-Београд Службени гласник. 2009.  978-86-519-0221-8.  170041100
- Овде, Вислава Шимборска, превод с пољског-Вршац, КОВ. 2009.  978-86-7497-155-0.  157389836
- О дечаку који је мешао пекмез-збирке, Парадно оделце и друге песме, Саночки апокрифи и епифамије, Господар Димећег Огледала, Горке провинције, Сањајући себе у туђој кући, Разрогачене очи времена, Шума у огледалима, Глина, ватра, пепео, Тиресијина лекција, Чертеж, Јануш Шубер, избор и превод с пољског-Вршац, КОВ, 2009;.  978-86-7497-164-2  169467148
- Дневник писан ноћу, Густав Херлинг-Груђињски, избор и превод с пољског-Београд, Службени гласник, 2010;  257337095
- Купи мачку у џаку, Тадеуш Ружевич, избор и превод с пољског-Вршац, КОВ, 2010.  978-86-7497-186-4  178491660
- Чиста посла, збирке Мужјак, Стартер, Ђурђевак, Калипсо, Пенсум. Ћилим. Адам Видема, избор и превод с пољског-Београд, Трећи трг. 2010. ISBN 978-86-86337-38-2.  175052044
- Одјек, Ева Липска, превод с пољског-Вршац, КОВ. 2011.  978-86-7497-202-1.  267650311
- Пољска књижевна авангарда (1917—1939: Програми и манифести-Београд Службени гласник 2011.[6]
- Невидљива рука, Адам Загајевски, избор и превод с пољског- Београд Архипелаг. 2011.  978-86-523-0031-0.  186747404
- Мој пољски песнички XX век, Бисерка Рајчић, избор и превод с пољског- Београд, Трећи трг, 2012.[7][8]
- Довољно, Вислава Шимборска; превод с пољског-Вршац, КОВ. 2012.  978-86-7497-207-6.  272508167
- Антигона у Њујорку, Четврта сестра. Прича о две Москве. Јануш Гловацки, превела с пољског-Београд, Архипелаг. 2013. ISBN 978-86-523-0085-3.  201267724
- Краљ мрава. Приватна митологија, Збигњев Херберт, превела с пољског-Београд, Архипелаг, 2013.- Библиотека Знакови.  978-86-523-0074-7  200465932
- Да ли је Господ Бог срећан и друга питања, Лешек Колаковски, превод с пољског-Београд: Б. Кукић, Чачак Градац, 2013.  185079308
- Драга госпођо Шуберт…, Ева Липска, превела с пољског-Београд Трећи трг. 2013.  978-86-86337-85-6.  198189068
- Пољска поезија: Адам Загајевски, Ева Липска, Ева Зоненберг, Адам Видеман, Агњешка Сиска, превод с пољског, ЧЕШКА ПОЕЗИЈА: Јан Скацел, превод с чешког- у: АТЛАС ЕВРОПСКЕ ЛИРИКЕ. Из модерне поезије европских народа чије мањине живе у Босни и Херцеговини.- Бања Лука, Савез националних мањина Републике Српске-Удружење књижевника Републике Српске, Подружница Бања Лука, 2013.
- Речник младе пољске поезије. Антологија поезије пољских песника рођених 1960—1990. године.-Београд, Трећи Трг-Чигоја, 2013.[9]
- Анима, а постоји: Изабране песме, Томаш Ружицки, превод с пољског- Вршац, КОВ 2013.(Библиотека Атлас ветрова).  978-86-7497-224-3  279772423
- Одбрана ватрености, Адам Загајевски, превод с пољског- Београд, Архипелаг, 2013. (Библиотека Знакови).  978-86-523-0086-0  201553164
- Туристи речи. Поезија, Ева Липска, избор и превод с пољског- Бања Лука, Кућа поезије, 2014.- Библиотека Награда „Европски атлас лирике“
- Пољска књижевна авангарда: 1917-1939, поезија, проза, драма - Београд, Службени гласник, 2014.
- Изабране песме, Тадеуш Ружевич, приредила Бисерка Рајчић, превод Бисерка рајчић и Петар Вујичић, Београд, Трећи трг, 2014.
- Изабране песме, Вислава Шимборска, приредила Бисерка Рајчић, превод Бисерка рајчић и Петар Вујичић, Београд, Трећи трг, 2014.
- , Адам Загајевски, приредила Бисерка Рајчић, превод Петар Вујичић и Бисерка Рајчић, Вршац, КОВ, 2014.
- Галицијске приче, Анджеј Стасјук, превод Бисерка Рајчић, Смедерево, Хеликс, 2015.
- Венецијански портрет, Густав Херлинг-Груђински, избор и превод с пољског Бисерка Рајчић, КО Вршац, 2016, стр 67 (Библиотека Несаница)
- Неурачунљиви, Ева Зоненберг, избор и превод с пољског Бисерка Рајчић, Бања Лука, Кућа поезије, 2016, стр. 202

## Награде и признања

### У Србији
- Награда Јован Максимовић за превод с руског (проза), коју додељује Удружење књижевних преводилаца Србије (1984),
- Награда за животно дело коју додељује Удружење књижевних преводилаца Србије (1999),
- Повеља Радио Београда 2 за дугогодишњу сарадњу, допринос радио стваралаштву и афирмацији ауторског и критичког радија повећеног култури и уметности (2008)

### У Пољској
- Награда Удружења аутора и композитора ЗАиКС за изузетна достигнућа у области превођења пољске књижевности (Варшава, 1989),
- Сребрни орден заслуга за Републику Пољску који додељује Председник Републике Пољске (Варшава, 1991),
- Диплома за изузетне заслуге у промовисању Пољске у свету, коју додељује Министарство спољних послова Пољске (Варшава, 2000),
- Награда Збигњев Домињак за вишегодињу делатност на пољу превођења поезије, коју додељују Фондација Малгожате Бадовске из Лођа, лођски часопис Тyгиел културy и Катедра за славистику Лођског универзитета (Лођ, 2004),
- Награда Станислав Игнаци Виткјевич за популарисање пољске позоришне мисли коју додељује Институт за уметност Пољске Академије Наука и Удружење позоришних уметника Пољске (Гдиња, 2007),
- Награда Трансатлантик 2009 коју додељује краковски Институт за књигу и Министарство културе Републике Пољске за изузетан допринос превођењу пољске књижевности у свету.[10]